# Cisco Berndt

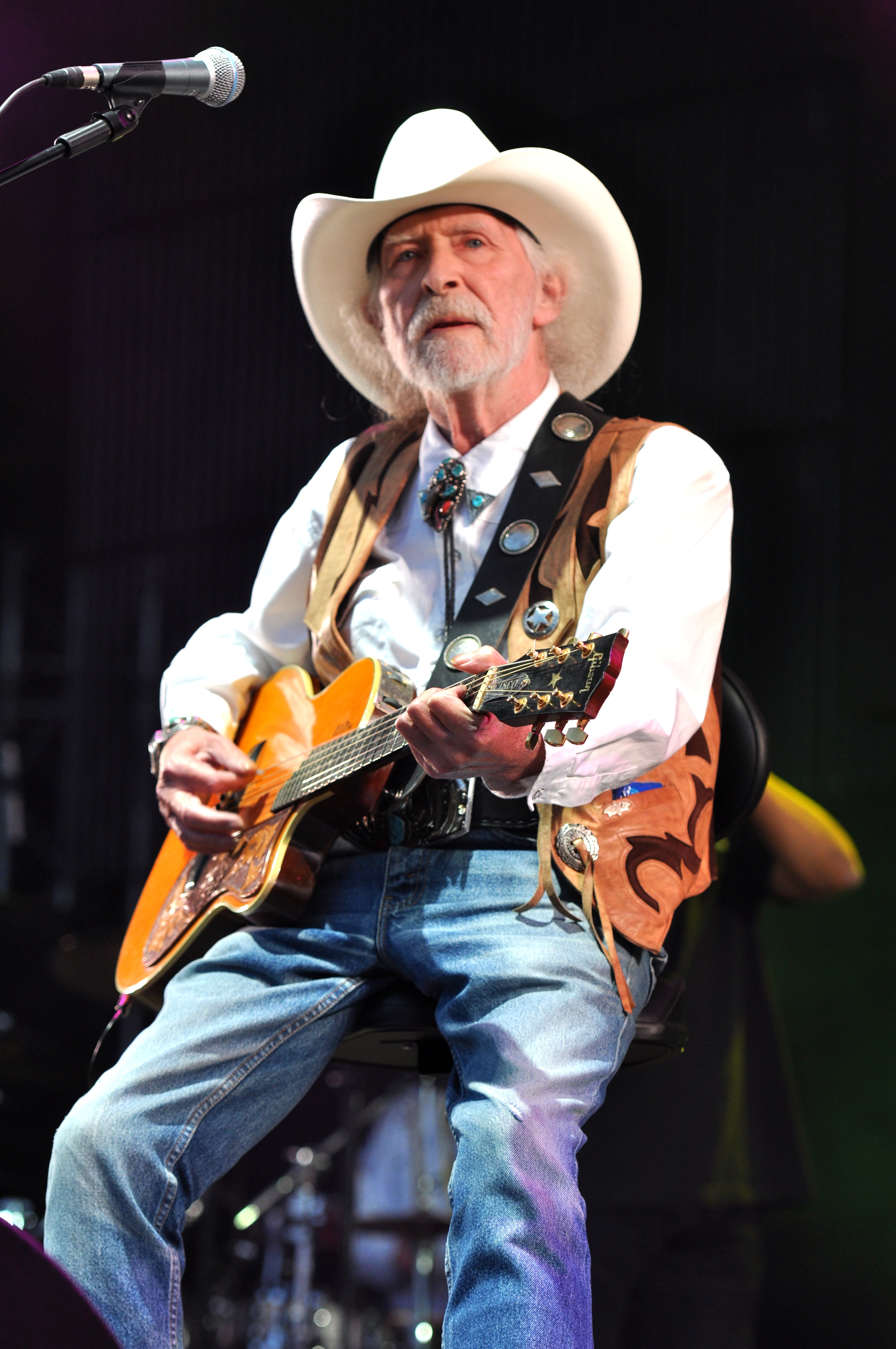
Cisco Berndt, 13. Juli 2013

Günter „Cisco“ Berndt (* 12. Dezember 1942 in Hamburg; † 30. Dezember 2014 in Maschen) war ein deutscher Musiker. Er war Gründungsmitglied der Band Truck Stop.

## Kindheit und Jugend
Cisco Berndt, bürgerlich Günter Berndt, wurde am 12. Dezember 1942 in der Nicolaistraße 32 in Hamburg-St. Pauli unweit der evangelischen St.-Michaelis-Kirche geboren. In dieser Kirche wurde er später auch getauft. Eine Zeit lang wuchs er in einem „Heim für nicht beaufsichtigte Kinder“ auf. Als Cisco etwa vierzehn Jahre alt war, bekam er von der Heimleiterin einige Stunden Gitarrenunterricht geschenkt. Im Alter von fünfzehn Jahren wohnte er in Hamburg-Hamm und begann eine Maurerlehre. Nach Feierabend ging er oft mit seinem zwei Jahre älteren Freund Teddy Weißegger (Joachim Weißegger) ins Horner Moor, wo dieser, oft in fröhlicher Runde, Gitarre spielte. Als Teddy ein gutes Angebot bekam, fragte er Cisco, ob dieser nicht seine Tanzkapelle übernehmen wolle. Cisco erwiderte, dass er erst mal was lernen müsse. Teddy zeigte ihm einiges auf der Gitarre und Cisco begann von nun an nach Feierabend intensiver Gitarrespielen zu lernen.

## Cisco and the Houserockers
Nach über einem Jahr nahm er zusätzlich noch Gitarrenunterricht bei einem Gitarrenlehrer namens Addy Hauck, den er vom Lehrlingsgehalt und dem Verdienst der Bandauftritte bezahlte. Inzwischen hatte er die Band The Houserockers übernommen. Die Übernahme der Band geschah im Juli 1959. Zunächst wurde nur Tanzmusik gespielt, jedoch vollzog sich rasch die Umorientierung zum Rock ’n’ Roll.

## Cisco and his Dynamites
1961 gründete Cisco Berndt die Band Cisco and his Dynamites. In der Erst-Besetzung mit Peter „Elvis“ Kirchberger (später: Schauspieler!) trommelte noch Jochen Hennings. Drei Monate später, 1962, stieß Uwe (Jimmy) Beckedorf als Schlagzeuger hinzu. Es wurde Rock ’n’ Roll und dann auch Twist gespielt. Um zeitgemäß zu bleiben, wurde die Band in Cisco's Twistmen umbenannt, doch als die Popularität des Twists nach kurzer Zeit sehr schnell abebbte, erhielt die Band wieder ihren alten Namen. Es war die Zeit der Beatmusik, was sich auch auf die Musik der Band auswirkte. Die Band erlangte im Norden Deutschlands einen großen Bekanntheitsgrad, weil die Band in vielen Städten auftrat. Die bekanntesten Clubs in Hamburg, in denen die Band spielte, waren der Top Ten Club, der Kaiserkeller und der Star-Club. Die Auftritte in größeren Clubs in Hamburg begannen im Frühjahr 1962 im Tanzpalast Club O.K, dem ersten Twist Club am Ende der Großen Freiheit, im ehemaligen Stern-Kino, das von Manfred Weissleder gekauft wurde. Am 13. April 1962 wurde dort sein Star-Club eröffnet. Als direktes Konkurrenz-Unternehmen wurden von Manfred Woitalla , der in der Vergangenheit die Dynamites und andere Kapellen gemanaged hatte,, zunächst in Lüneburg, dann aber hauptsächlich in Kiel-Garden die STARPALÄSTE eröffnet. Diese Starpaläste, in denen die Band auftrat, waren in ganz Norddeutschland, unter anderem in Buchholz in der Nordheide, Lüneburg, Kiel und Berlin.

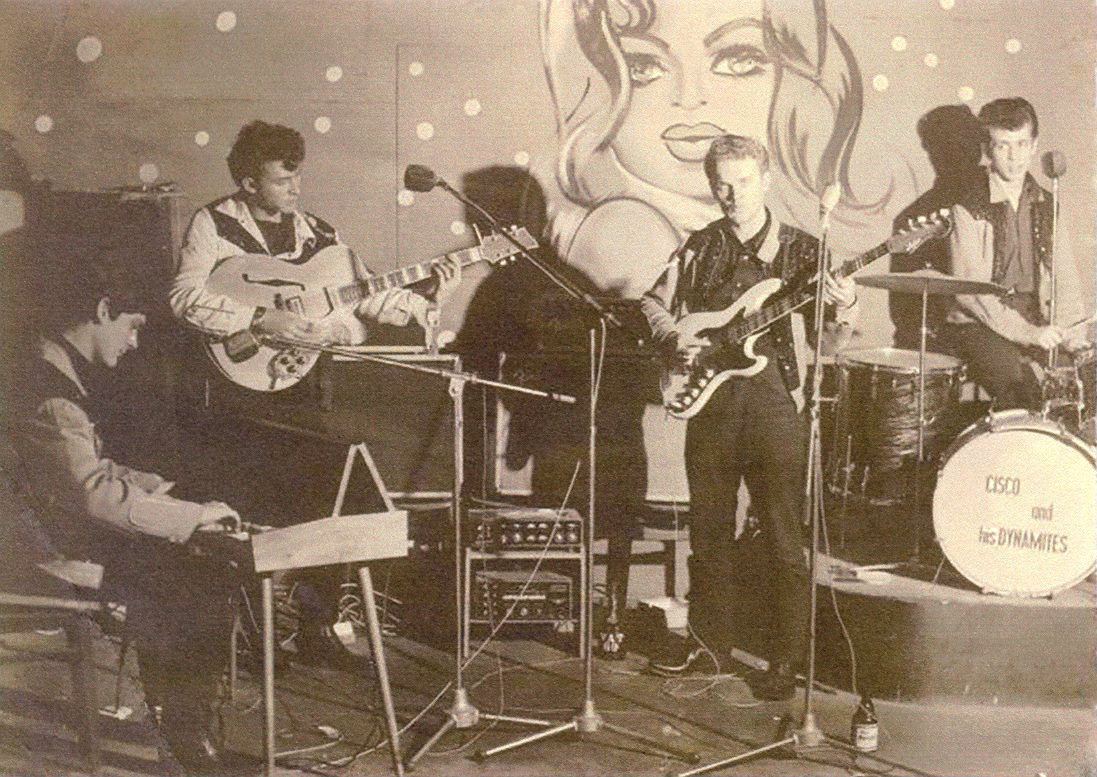
Cisco and his Dynamites in der Tanzhalle von Carl Miosga in Hamburg-Hamm, von links Mike (Martin Soldat), Cisco Berndt, Jürgen Stapelfeld, Uwe (Jimmy) Beckedorf
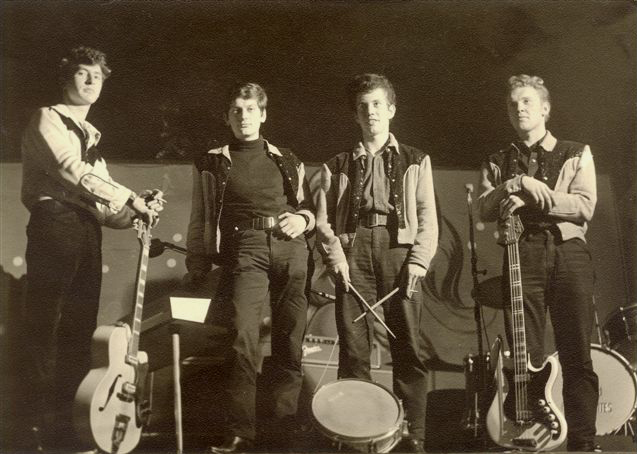
Cisco and his Dynamites in der Tanzhalle von Carl Miosga in Hamburg-Hamm, von links Cisco Berndt, Mike (Martin Soldat), Uwe (Jimmy) Beckedorf, Jürgen Stapelfeld
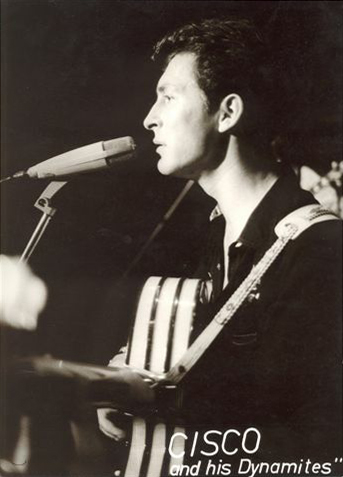
Cisco and his Dynamites im Top Ten Club, Cisco Berndt
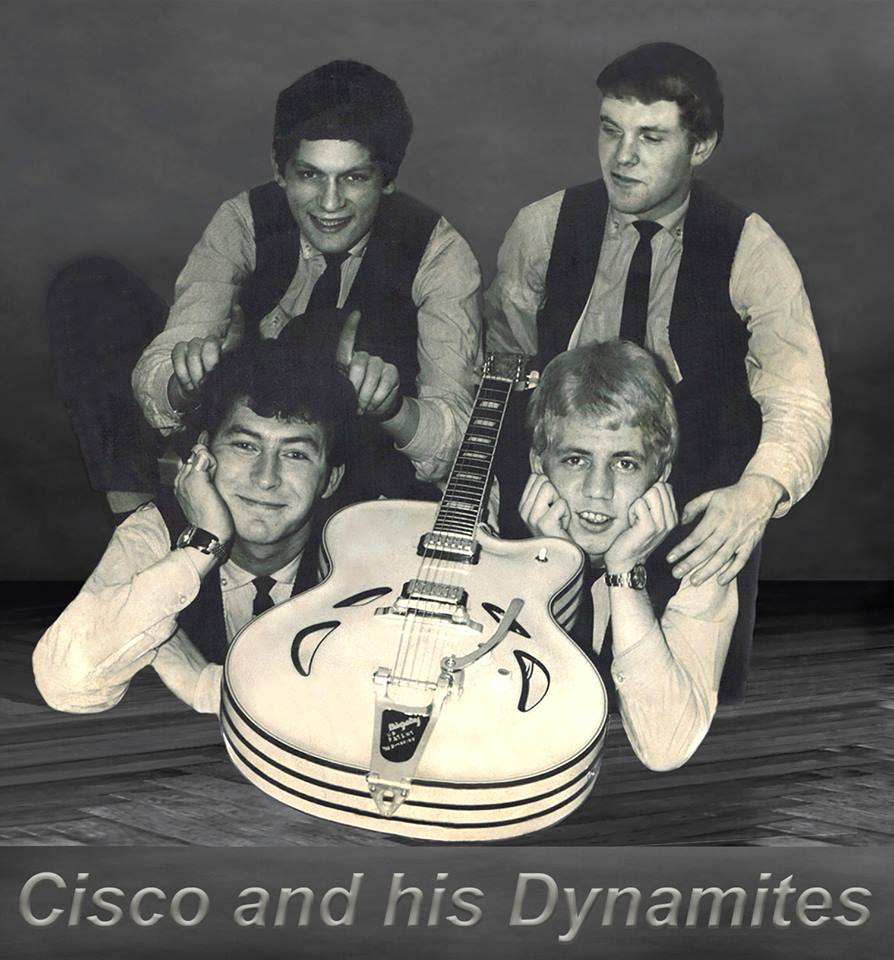
Cisco and his Dynamites, von unten links Cisco Berndt, Uwe (Jimmy) Beckedorf, von oben links Mike (Martin Soldat), Jürgen Stapelfeld
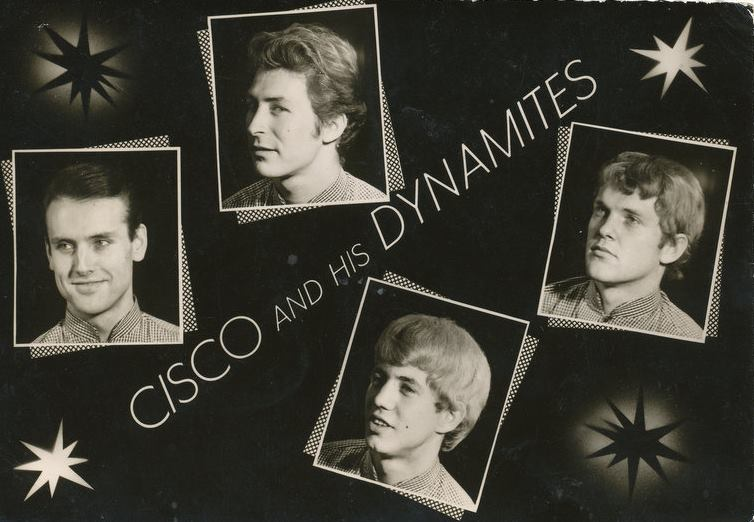
Cisco and his Dynamites, Ende 1964, von links Uwe Pelzer, Cisco Berndt, Uwe (Jimmy) Beckedorf, Jürgen Stapelfeld
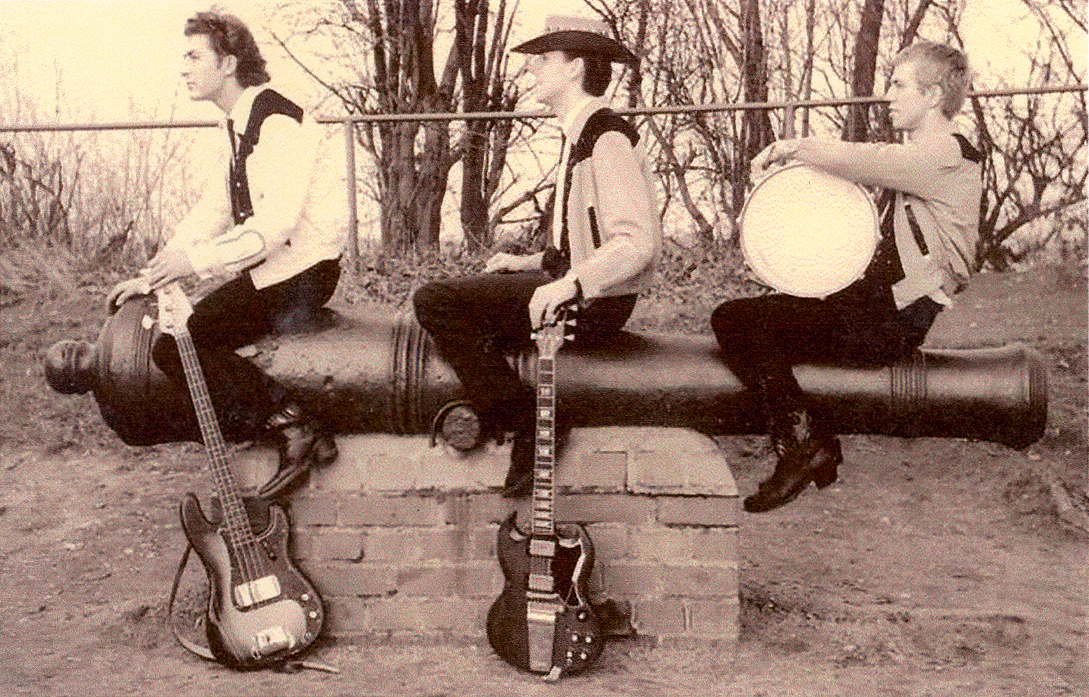
Cisco and his Dynamites als Trio 1964 auf dem Lüneburger Kalkberg, von links Cisco Berndt, Uwe Pelzer (mit Ciscos Cowboyhut), Uwe (Jimmy) Beckedorf
Cisco and his Dynamites als Trio 1964 am ehemaligen Ilmenau-Hafen in Lüneburg, von links Uwe (Jimmy) Beckedorf, Uwe Pelzer, Cisco Berndt
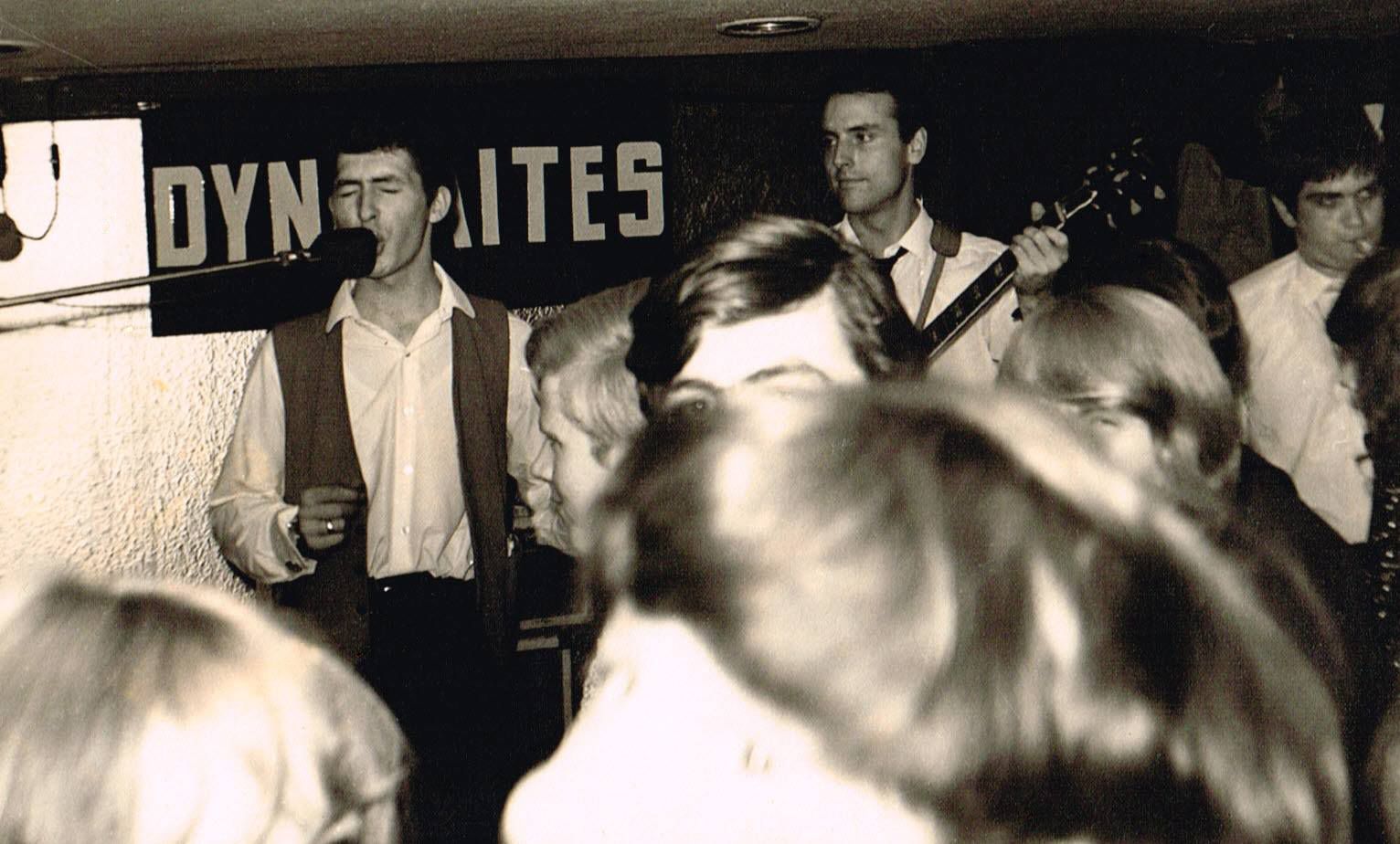
Eigentlich The Skyriders, doch vertraglich nochmal als Cisco and his Dynamites im Beat-Club Menke unterm Café Menke, Reeperbahn, Hamburg, Winter 1967, von links Cisco Berndt, Uwe Pelzer, Josef (Jupp) Schwarz

## The Ravers
1964 fand sich Cisco Berndt, während seiner Zeit mit Ciscos and his Dynamites, kurzzeitig bei der Gruppe The Ravers ein, um mit ihr zusammen ein Album aufzunehmen, beziehungsweise zwei Lieder des Albums, bei denen er sang und Gitarre spielte. Das Album erschien 1965 mit dem Titel Beat Party mit den Ravers. The Ravers war eigentlich die Band The Tonics, die unter vielen Namen Platten aufnahm.

## The Skyriders
Von 1966 bis April 1967 waren Cisco Berndt und Uwe (Jimmy) Beckedorf in der Band The Skyriders. Weitere Bandmitglieder waren zu der Zeit Robert Hormann und Josef (Jupp) Schwarz, der Saxophon spielte.

## Gigi and the Night Shadows
Mitte 1968 stieß Cisco zu der Band The Night Shadows, die in Gigi and the Night Shadows umbenannt wurde, als Gigi, bürgerlich Helga Weber, die er schon aus dem Club OK kannte, als Sängerin dazustieß. Uwe (Jimmy) Beckedorf, der ein Gründungsmitglied von The Night Shadows war, aber die Band im Streit verließ, war ebenfalls wieder als Schlagzeuger dabei. Ehemalige Schlagzeuger der Band waren Jimmys Bruder Hartmut Beckedorf und Horst (Hotte) Kupczyk, der 1965 zu der Band The Blizzards wechselte. Manager von Gigi and the Night Shadows war zu Ciscos Zeit Thomas Glantz, und weitere Bandmitglieder Jürgen Weber und Günther Timm. Von 1968 bis 1969 trat die Band auf den Schiffen Peter Pan und  Nils Holgersson zwischen Travemünde und Trelleborg als Bordband auf. Bis zum Frühjahr 1972 blieb Cisco dieser Band treu, doch dann siegte sein Wunsch, nur noch Country-Musik zu machen, und er verließ die Band. Später hinzugekommene Bandmitglieder waren der Schlagzeuger H. (Teddy) Engel und der Bassist Siggi Raskop. Gero Becker war ebenfalls ein ehemaliger Bassist der Gruppe.
Veröffentlichte Singles von Gigi and the Night Shadows (ohne Cisco Berndt):
- 1967: Hey, Hey, Sonny / Hast du vergessen, Metronome Records[13]
- 1976: Amanda (nimm die Hand da weg) (von Peter Poll aka Berry Lipman[14] und G. Rußmann aka Georg Rüßmann[15]) (Ed. Cinevox) / Meine Oma ist 'ne ganz moderne Frau (von Hans Jürgen Weber und Teddy Engel) (Ed. Joe Menke), Musikproduzent: Frank Valdor, RCA Records[16]

Das Lied Amanda (nimm die Hand da weg) von Gigi and the Night Shadows war auch auf Kompilationen mit diversen Interpreten vertreten, so auch auf der Langspielplatte Alaaf & Helau 1976 von S*R International und 1979 auf der Langspielplatte, sowie Kompaktkassette Die grosse Gag-Parade von RCA Records.

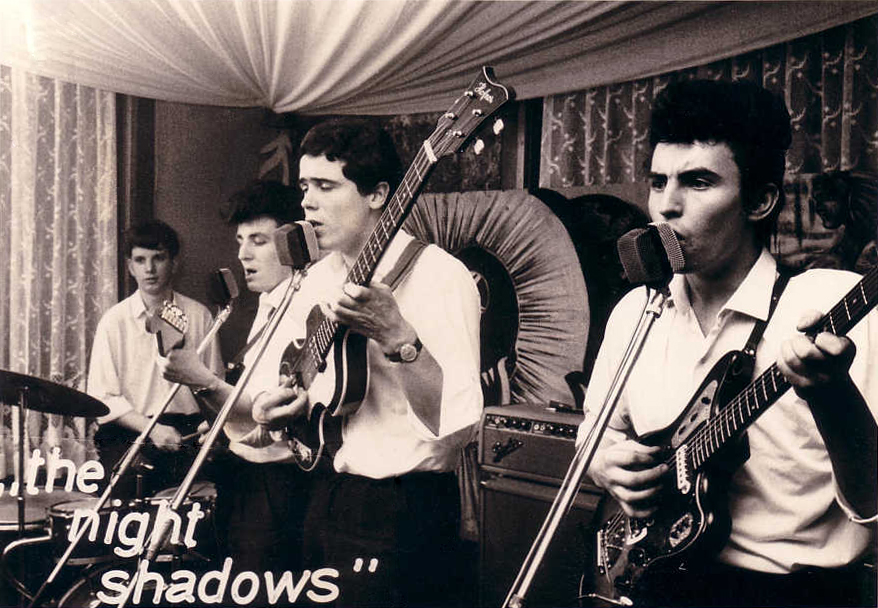
The Night Shadows im Tanzsaal von Otto Hopp in Hamburg-Wilhelmsburg 1963, von links Hartmut Beckedorf, Hans Jürgen Weber, Kurt Mehner, Bruno Borchart
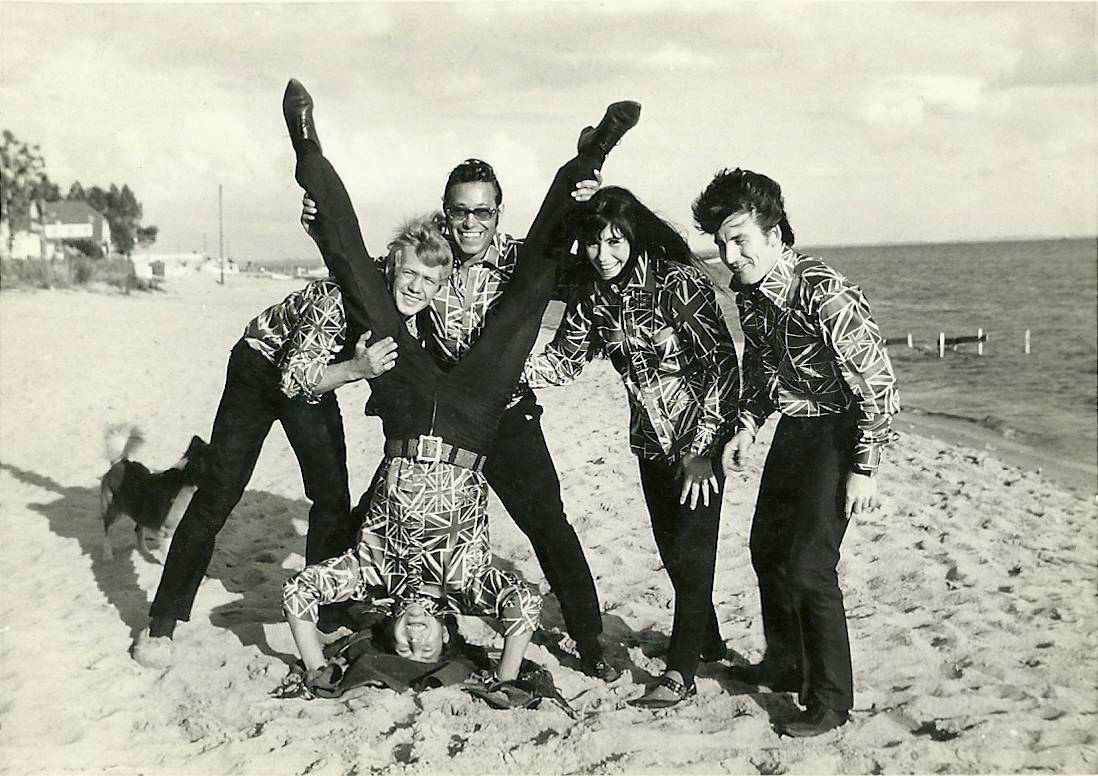
Gigi and the Night Shadows in Grömitz ca. 1968, von links Uwe (Jimmy) Beckedorf, Günther Timm, Gigi, Hans Jürgen Weber und kopfüber Cisco Berndt
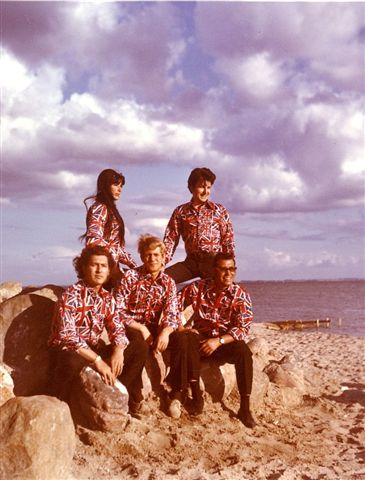
Gigi and the Night Shadows in Grömitz ca. 1968, von links: oben Gigi und Hans Jürgen Weber, unten Cisco Berndt, Uwe (Jimmy) Beckedorf und Günther Timm

## Truck Stop

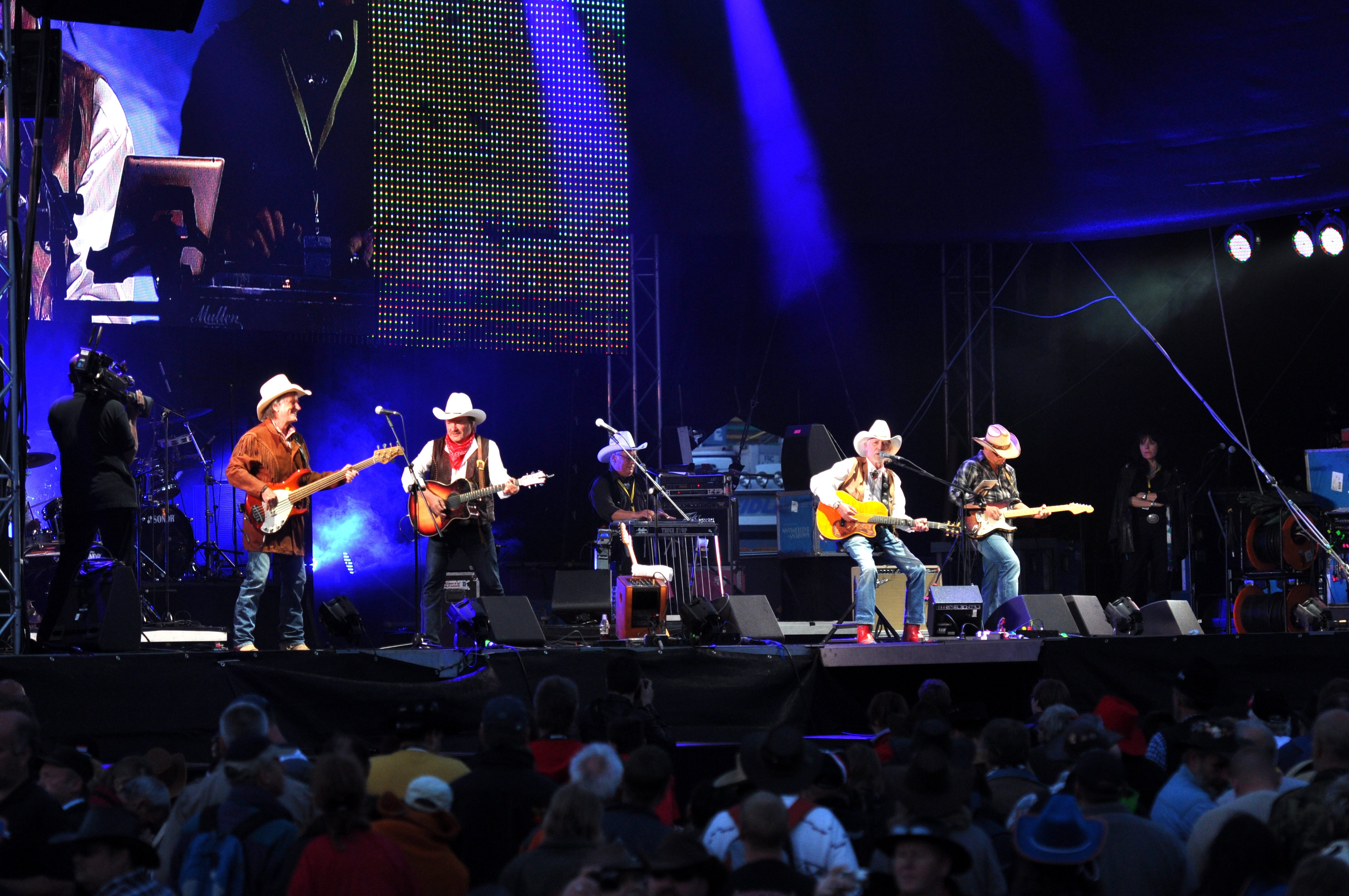
Cisco Berndt mit Truck Stop am 13. Juli 2013

Bereits 1971 traf sich Cisco Berndt mit Lucius, bürgerlich Burkhard Reichling und Erich Doll, mit ihm die ersten Mitglieder der späteren Formation Truck Stop, um Country-Musik zu machen. 1972 wurde die erste offizielle Truck Stop-Formation mit Claus-Dieter (auch Klaus-Dieter) Eckardt gegründet. Etwas später kamen zwei weitere Musiker hinzu, Teddy, bürgerlich Wolfgang Ibing und Rainer Bach. Zunächst nannte sich die Band Schröder goes Country, wurde dann aber 1972 in Truck Stop umbenannt, wobei 1973 als das offizielle Gründungsdatum gilt. C. D. Eckardt stieg 1974 wieder aus, blieb der Band aber als Texter erhalten. Vierzig, inoffiziell einundvierzig, Jahre blieb Cisco in der Band und veröffentlichte mit ihr über vierzig Alben und etliche Singles. Der Erfolg der Band wurde durch mehrere Awards, darunter drei Goldene Stimmgabeln, sowie Goldene Schallplatten und Platinschallplatten, belegt. Ende 2013 entschloss sich Cisco, aus der Band auszutreten, weil er mit seinen einundsiebzig Jahren körperlich sich nicht mehr in der Lage sah, unter anderem die zumeist langen und anstrengenden Reisen zu den Konzerten, sowie die Konzerte selbst, zu bewältigen. Zudem wollte er gerne wieder dahin zurück, wo seine Liebe zur Country-Musik anfing, gleichzeitig aber auch seiner inneren Liebe zur traditionellen Country-Musik folgen. Das letzte gemeinsame Konzert mit Truck Stop fand am 21. Dezember 2013 im Congress Center Hamburg statt. Cisco war der einzige von Truck-Stop, der auch privat immer Cowboy-Kleidung trug.
Während seiner Zeit bei Truck Stop war Cisco mit Teddy Ibing von Truck Stop an dem Album Nach Hamburg von Hannes Wader, das 1989 erschien, beteiligt.

### Diskografie mit Truck Stop (Auswahl)

#### Alben in den Charts
| Jahr | Titel                            | Höchstplatzierung, Gesamtwochen, AuszeichnungChartsChartplatzierungen (Jahr, Titel, Platzierungen, Wochen, Auszeichnungen, Anmerkungen) | Anmerkungen                                                                              |
| Jahr | Titel                            | DE | Anmerkungen                                                                              |
| ---- | -------------------------------- | --- | ---------------------------------------------------------------------------------------- |
| 1981 | Die Cowboys                      | DE44 (2 Wo.)DE | Erstveröffentlichung: September 1981 Produzenten: Joe Menke, Truck Stop, Volker Heintzen |
| 1982 | Nicht zu bremsen!                | DE3 (9 Wo.)DE | Erstveröffentlichung: März 1982                                                          |
| 1982 | Rodeo                            | DE65 (1 Wo.)DE | Erstveröffentlichung: September 1982                                                     |
| 1990 | Arizona                          | DE42 (11 Wo.)DE | Erstveröffentlichung: Juli 1990                                                          |
| 1996 | Gegen den Wind                   | DE81 (4 Wo.)DE | Erstveröffentlichung: 15. Juli 1996                                                      |
| 1999 | Damenwahl                        | DE71 (1 Wo.)DE | Erstveröffentlichung: 16. August 1999                                                    |
| 2001 | Cowboy Alarm                     | DE89 (1 Wo.)DE | Erstveröffentlichung: 23. April 2001                                                     |
| 2002 | Wilde Reiter                     | DE78 (1 Wo.)DE | Erstveröffentlichung: 24. Juni 2002                                                      |
| 2004 | Große Freiheit                   | DE69 (1 Wo.)DE | Erstveröffentlichung: 6. September 2004                                                  |
| 2006 | Immer geradeaus                  | DE64 (2 Wo.)DE | Erstveröffentlichung: 20. Januar 2006                                                    |
| 2007 | Willkommen in der Familie        | DE56 (2 Wo.)DE | Erstveröffentlichung: 16. Februar 2007                                                   |
| 2008 | 35 Jahre Country aus Deutschland | DE80 (1 Wo.)DE | Erstveröffentlichung: 25. Juli 2008                                                      |
| 2008 | Leb’ dein Leben                  | DE74 (1 Wo.)DE | Erstveröffentlichung: 26. September 2008                                                 |
| 2010 | 6 Richtige                       | DE45 (2 Wo.)DE | Erstveröffentlichung: 17. September 2010                                                 |
| 2012 | Country-Band                     | DE32 (3 Wo.)DE | Erstveröffentlichung: 20. Juli 2012                                                      |
| 2013 | 40 Jahre… Geile Zeiten           | DE44 (2 Wo.)DE | Erstveröffentlichung: 28. Juni 2013                                                      |

#### Weitere Alben
- 1973: Truck Stop
- 1974: Can’t Stop Truck Stop
- 1975: Keep on Truckin’
- 1976: Truckin’ on New Tracks
- 1977: Zu Hause
- 1977: Truck Stop Live
- 1978: Auf Achse
- 1978: Highway 59 (2 LP)
- 1979: Bitte recht freundlich
- 1980: Truck Stop
- 1983: Potz Blitz
- 1984: Alles klar
- 1986: Louisiana Ladies
- 1987: Freunde bleiben
- 1988: Fest im Sattel (2 LP, Jubiläumsalbum 15 Jahre)
- 1989: Keep It Country
- 1991: Alles Bingo
- 1991: Weihnachten im wilden Westen
- 1992: High Noon
- 1994: Heiß wie Chili
- 1995: Nr. 1
- 1997: Hände hoch
- 2000: On the Road
- 2009: Die größten Country-Medleys

#### Kompilationen
- 1980: Portrait (2 LP)
- 1981: Hello Josephine
- 1984: Up and Down the Highway – Great Hits
- 1985: In Concert
- 1988: Ich möcht so gern Dave Dudley hör’n
- 1989: Hello Mary Lou
- 1991: Take It Easy, altes Haus – Unsere deutschen Erfolge
- 1993: 1000 Meilen Staub – 20 Jahre Truck Stop (2 CD)
- 1994: Meisterstücke
- 1995: Meister-Werke (3 CD)
- 1996: Meisterstücke II
- 1998: 25 Jahre Truck Stop on Tour
- 2000: Take It Easy, altes Haus
- 2003: 30 Jahre Truck Stop
- 2004: Starboulevard (2 CD)
- 2005: Der wilde, wilde Westen (3 CD)
- 2010: Ihre großen Erfolge
- 2011: Country-Romantik

#### Singles in den Charts
| Jahr | Titel                                | Höchstplatzierung, Gesamtwochen, AuszeichnungChartplatzierungen (Jahr, Titel, Platzierungen, Wochen, Auszeichnungen, Anmerkungen) | Höchstplatzierung, Gesamtwochen, AuszeichnungChartplatzierungen (Jahr, Titel, Platzierungen, Wochen, Auszeichnungen, Anmerkungen) | Anmerkungen                          |
| Jahr | Titel                                | DE | AT | Anmerkungen                          |
| ---- | ------------------------------------ | --- | --- | ------------------------------------ |
| 1978 | Ich möcht’ so gern Dave Dudley hör’n | DE20 (16 Wo.)DE | — | Erstveröffentlichung: April 1978     |
| 1979 | Take It Easy, altes Haus             | DE38 (12 Wo.)DE | — | Erstveröffentlichung: März 1979      |
| 1980 | Der wilde, wilde Westen              | DE15 (24 Wo.)DE | AT4 (8 Wo.)AT | Erstveröffentlichung: März 1980      |
| 1981 | Lass die Mädels wissen…              | DE60 (5 Wo.)DE | — | Erstveröffentlichung: April 1981     |
| 1981 | Easy Rider                           | DE53 (6 Wo.)DE | — | Erstveröffentlichung: September 1981 |
| 1990 | Arizona-Arizona                      | DE65 (8 Wo.)DE | — | Erstveröffentlichung: Juli 1990      |
| 1991 | Alles Bingo                          | DE52 (10 Wo.)DE | — | Erstveröffentlichung: Mai 1991       |
| 1992 | Wenn es Nacht wird in Old Tucson     | DE79 (1 Wo.)DE | — | Erstveröffentlichung: Juni 1992      |
| 1993 | Männer mit Hut                       | DE86 (2 Wo.)DE | — | Erstveröffentlichung: September 1993 |

#### Weitere Singles
- 1973: Hello Josephine
- 1974: Orange Blossom Special
- 1975: Rip It Up
- 1976: Is Anybody Goin’ to San Antone
- 1977: Die Frau mit dem Gurt (Girl on the Billboard)
- 1978: Der Tramp
- 1978: Amerika
- 1978: Der König von der Autobahn
- 1979: Rosie
- 1980: Old Texas Town, die Westernstadt
- 1981: Nein danke, ich rauch' nicht mehr
- 1982: Mein Opa, das bin ich
- 1982: Die Sonne steht tief
- 1982: Das gibt's doch nur in Dallas
- 1983: Hillybilly Country Lilly
- 1983: Vater und Sohn
- 1984: Ein Tag wie ein Freund
- 1984: Angeln entspannt
- 1985: Happy Birthday
- 1986: Louisiana Lady
- 1988: Big White Diesel
- 1988: Großstadtrevier, Titelsong der Fernsehserie Großstadtrevier
- 1989: Lass dir nie den Tag verderben
- 1990: Square Dance Darling
- 1992: Du bist immer auf Achse
- 1993: Erwin, der dicke Schneemann
- 1994: Heirate doch Jonny Hill
- 1995: Emmylou, Emmylou
- 1996: Route 66
- 1997: Dann pfeif drauf
- 1999: Damenwahl
- 1999: Lady Harley
- 2001: Bitte erlöse uns, Elvis
- 2001: Waterkant
- 2002: Bock auf’n Pickup Truck
- 2003: Von Arizona bis Old Texas Town
- 2004: Durch Sachsen ohne Anhalt
- 2004: Die Rechnung bitte
- 2006: Alle machen’s
- 2006: Immer geradeaus
- 2007: Ich bin dein Mann
- 2008: Der Sheriff hat heute Geburtstag
- 2008: Leb’ Dein Leben
- 2008: Country Sommernacht
- 2010: Einfach mal nichts tun
- 2010: Was sollen wir denn in Nashville?
- 2010: Freiheit um die Nase

#### Mit Truck Stop als Gastmusiker
| Jahr | Titel              | Höchstplatzierung, Gesamtwochen, AuszeichnungChartplatzierungen (Jahr, Titel, Platzierungen, Wochen, Auszeichnungen, Anmerkungen) | Höchstplatzierung, Gesamtwochen, AuszeichnungChartplatzierungen (Jahr, Titel, Platzierungen, Wochen, Auszeichnungen, Anmerkungen) | Höchstplatzierung, Gesamtwochen, AuszeichnungChartplatzierungen (Jahr, Titel, Platzierungen, Wochen, Auszeichnungen, Anmerkungen) | Anmerkungen     |
| Jahr | Titel              | DE | AT | CH | Anmerkungen     |
| ---- | ------------------ | --- | --- | --- | --------------- |
| 1999 | Maschen-Draht-Zaun | DE1 ×3Dreifachgold · (14 Wo.)DE                                                                                                   | AT1 Platin · (15 Wo.)AT | CH2 (15 Wo.)CH | mit Stefan Raab |

## Cisco
Nach dem Austritt bei Truck Stop arbeitete Cisco an seinem ersten Soloalbum, auf dem er fünfzehn seiner Lieblingslieder einspielte und einsang, darunter drei Stücke von Johnny Cash, der seit Jahrzehnten sein größtes Idol war. Unterstützt wurde er dabei von seinem Freund Nils Tuxen, der 1979 ein halbes Jahr lang Rainer Bach bei Truck Stop vertrat. Nils Tuxen spielte bei der gemeinsamen Produktion verschiedene Instrumente, darunter eine Steelguitar und ein fünfsaitiges Banjo. Das Album wurde im Lick Lab Studio in Maschen produziert und gemixt. Es erschien 2014 und trägt den Titel I've done it all – Vol. 1 (Ich habe alles schon einmal gemacht).
Nach der Veröffentlichung arbeitete er an seinem zweiten Soloalbum Everything is Fine (Alles ist in Ordnung), das er aber nicht mehr beendete, weil er im Alter von zweiundsiebzig Jahren starb. Entgegen vielen Medien, die berichteten, dass seine Tochter Andrea ihn in seinem Haus in Maschen am Ginsterweg nachmittags am 31. Dezember 2014 leblos im Wohnzimmersessel sitzend fand und ein herbeigerufener Notarzt nur noch den Tod feststellen konnte, wurde auch berichtet, dass ihn, statt der Tochter, eine Freundin fand. Es wird zudem behauptet, dass diese Freundin seine langjährige Freundin aus Los Angeles war, was aber nicht belegt ist, aber denkbar, denn einen weiteren Haustürschlüssel wird wohl nur die feste Freundin oder die Tochter gehabt haben. Zum Raclette-Essen am Silvesterabend bei der ehemaligen Beat-Club-Moderatorin Uschi Nerke, zu dem er eingeladen war, konnte er nicht mehr erscheinen.
Seine Trauerfeier fand am 23. Januar 2015 in der Hamburger St.-Michaelis-Kirche statt. Pastorin Julia Atze hielt die Ansprache, untermalt von bekannten Truck-Stop-Titeln, gespielt auf einer Orgel, wie auch nach der Ansprache Hallelujah von Leonard Cohen und Amazing Grace auf einer Orgel erklang. Jahrzehntelang sah man Cisco nicht ohne Cowboyhut in der Öffentlichkeit, und so thronte auch auf seinem Sarg einer. Unter den ca. zweihundertfünfzig Trauergästen befanden sich seine ehemaligen Band-Kollegen von Truck Stop, Knut Bewersdorff, Andreas Cisek, Teddy Ibing und Uwe Lost. Nils Tuxen, mit dem er das letzte Album aufnahm, war ebenfalls anwesend.
Entgegen einer Pressemeldung und seinem Wunsch wurde er danach nicht auf dem Maschener Heidefriedhof beigesetzt, auf dem auch das Grab von Joe Menke ist. Sein Grab soll sich auf einem Hamburger Friedhof befinden oder im Raum Hamburg.
Cisco war einmal verheiratet, lebte aber dann getrennt. Seinen Vornamen ließ er offiziell in Cisco ändern, auch in seinem Personalausweis.

## Schieß- und Reitsport
Cisco Berndt betrieb auch Schieß- und Reitsport. Er war Mitglied der Schützenkorps Stelle und Umgebung e. V. und hielt der Pistolenabteilung des Vereins bis zu seinem Tod knapp dreißig Jahre lang die Treue. Im März 2001 wurde er Hamburger Landesmeister in Hamburg und Umgebung in der Kategorie Pistole und Revolver. Sein Reitlehrer war Thomas Hoppe, der 1978 die erste Westernreitschule in Hamburg gründete. Cisco war seit März 1981 Ehrenmitglied der Ersten Westernreiter Union, kurz EWU. Cisco besaß eine Zeit lang nacheinander zwei eigene Pferde. Das letzte war ein Palomino.